# Samuel Lhéritier de Chézelles
Samuel François Lhéritier de Chézelles fut un général français de la Révolution et de l'Empire, né le 6 août 1772 à Angles dans la Vienne et mort le 20 août 1829 à Conflans-Sainte-Honorine, dans les Yvelines. Il commença sa carrière militaire dans l'infanterie puis dans les états-majors sous la Révolution française, mais ce fut surtout en tant que commandant de cavalerie que Lhéritier se fit un nom au cours des guerres napoléoniennes. Officier courageux, il n'hésitait pas à charger à la tête de ses hommes et reçut de nombreuses blessures lors des campagnes auxquelles il participa. Il fut fait baron de l'Empire et commandeur de la Légion d'honneur et son nom est inscrit sur l'arc de triomphe de l'Étoile à Paris. 
Entré dans l'armée en 1792, Lhéritier rejoignit la cavalerie en 1803 et évolua progressivement dans la hiérarchie jusqu'à se voir confier le commandement de grosses unités de cavalerie lourde. En 1805 il participa avec la Grande Armée à la guerre de la troisième coalition avant d'être promu colonel et commandant du 10e régiment de cuirassiers en 1806, au déclenchement des hostilités avec la Prusse. Ce fut en cette qualité qu'il se distingua par une charge intrépide au cours de la bataille d'Eylau en 1807. Deux ans plus tard, alors que la France était en guerre avec l'Autriche, Lhéritier fit forte impression sur ses supérieurs, particulièrement lors de la bataille d'Essling et lors de la bataille de Znaïm ce qui lui valut le grade de général de brigade à l'issue de la campagne et le commandement d'une brigade de cuirassiers. 
Après avoir pris part à l'invasion de la Russie en 1812, il reçut les épaulettes de général de division et exerça différentes responsabilités militaires durant les campagnes d'Allemagne en 1813 et de France en 1814. L'année suivante, à l'occasion de la campagne de Belgique, le baron Lhéritier devint commandant d'une division mixte composée de cuirassiers et de dragons avec laquelle il chargea les carrés britanniques pendant la bataille de Waterloo. Le général quitta le service actif avec la chute définitive du régime impérial, mais occupa cependant par deux fois des fonctions militaires prestigieuses sous la Seconde Restauration.

## Biographie

### Du grenadier au cuirassier, 1772-1803
Né à Angles-sur-l'Anglin le 6 août 1772, Lhéritier s'engagea dans l'armée le 26 septembre 1792 à l'âge de 20 ans, et passa les premières années de sa carrière à combattre principalement sur le Rhin pendant les guerres de la Révolution française. À son enrôlement, il fut d'abord affecté comme simple grenadier au 3e bataillon d'Indre-et-Loire avant de passer au grade de caporal le 22 décembre 1792, date à laquelle il commanda les grenadiers de ce même bataillon. L'année suivante, le 18 août 1793, il fut nommé secrétaire à l'état-major général de l'armée du Rhin, puis le 17 mai 1794 adjoint provisoire aux adjudants-généraux de l'armée avec le rang de sous-lieutenant d'infanterie, ce qui fit de lui un officier subalterne. Ce dernier grade resta cependant provisoire et ce ne fut que deux ans et six mois plus tard, le 4 décembre 1796, qu'il fut officiellement confirmé. Le 2 janvier 1797, Lhéritier devint l'aide de camp du général Jacques Nicolas Bellavène et bénéficia à cette période d'un avancement rapide : lieutenant le 3 avril 1797, il passa capitaine le 5 octobre et fut alors transféré à l'état-major du général Boudet.
Le capitaine Lhéritier participa à la bataille de Marengo en Italie le 14 juin 1800, où il fut sévèrement blessé à la cuisse. Six semaines après cet affrontement, le 28 juillet, il quitta sa position à l'état-major pour la cavalerie et fut attaché au 6e régiment de dragons. Après s'être complètement remis de sa blessure le 23 octobre, il fut détaché en mission et exerça à nouveau pendant un temps des responsabilités d'état-major, en étant notamment transféré en qualité d'aide de camp auprès du général Lariboisière. Il repassa toutefois rapidement dans ce qui devint son arme de prédilection et reçut le 16 septembre 1801 sa promotion au grade de chef d'escadron dans le 9e régiment de cavalerie. La paix ayant permis l'introduction de nombreuses réformes dans les troupes à cheval, Lhéritier reprit ses fonctions d'aide de camp le 16 décembre 1801 et conserva cette fonction jusqu'à son placement au traitement de réforme le 26 août 1803. Il reprit finalement du service à partir du 13 octobre suivant et se vit affecter au sein du 11e cuirassiers dès le 15 décembre.

### Les premières années de l'Empire

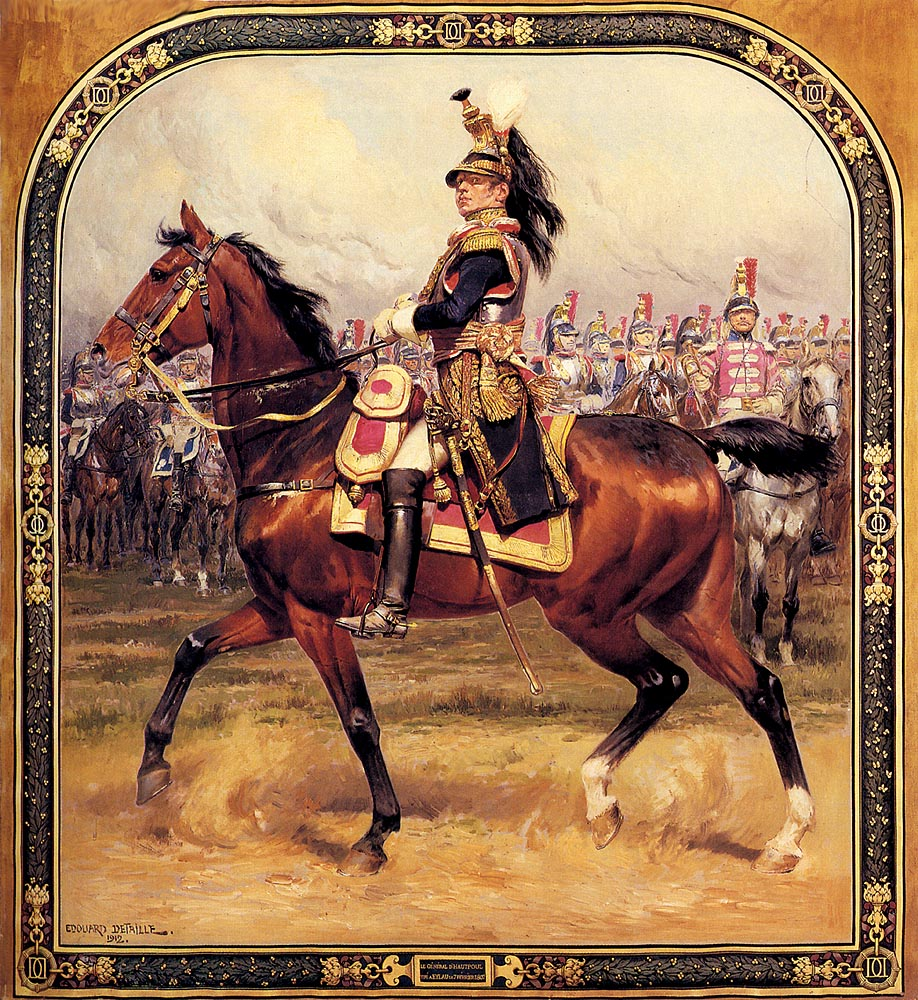
Le général d'Hautpoul à cheval, par Édouard Detaille. D'Hautpoul fut le supérieur divisionnaire de Lhéritier de 1805 à 1807.

Au déclenchement des guerres napoléoniennes, l'empereur Napoléon Ier mit sur pied la Grande Armée et réorganisa la plus grande partie de ses unités montées en une large réserve de cavalerie placée sous le commandement du maréchal Joachim Murat. Lhéritier continua pour sa part à servir au 11e cuirassiers ; en 1805, ce régiment, commandé par le colonel Albert Louis Emmanuel de Fouler, fut incorporé dans la 2e brigade Saint-Sulpice de la 2e division de grosse cavalerie du général d'Hautpoul. Le 11e fut fortement engagé pendant la bataille d'Austerlitz le 2 décembre, y perdant 14 tués et 37 blessés sur un effectif initial de 327 hommes, mais cavaliers et officiers se distinguèrent brillamment et le colonel de Fouler fut élevé au grade de général de brigade peu après la bataille.
L'année suivante vit la création d'une quatrième coalition qui opposa cette fois la France à la Prusse et à la Russie. Le 5 octobre 1806 Lhéritier fut nommé colonel du 10e régiment de cuirassiers, une unité de cavalerie lourde prestigieuse, ex-Royal-Cravates sous l'Ancien Régime et dont les origines remontaient à l'époque de Louis XIII. Ce régiment fit lui aussi partie de la division d'Hautpoul au sein de la 2e brigade du général Marie Adrien François Guiton. La division ne prit aucune part active à la campagne de 1806 mais fut en revanche largement engagée au cours de la bataille d'Eylau le 8 février 1807. Lors de cet affrontement, le colonel Lhéritier et ses cuirassiers prirent part à la grande charge de cavalerie de Murat contre les lignes russes. Lhéritier eut son cheval tué sous lui et fut touché à la main droite, mais il remonta rapidement en selle pour reparaître à la tête de son régiment et conduire une nouvelle attaque. Son supérieur divisionnaire, le général d'Hautpoul, fut mortellement blessé durant l'action. Le 10e cuirassiers ne participa ensuite qu'épisodiquement aux opérations ultérieures de la campagne.
Un nouvel engagement significatif eut lieu pendant la guerre contre l'Autriche en 1809. À cette époque, le 10e cuirassiers faisait toujours partie de la brigade Guiton de la 2e division de grosse cavalerie. Cette dernière était à présent commandée par le général Saint-Sulpice qui avait remplacé d'Hautpoul après la mort de ce dernier en 1807,. Le régiment, fort de quatre escadrons pour un effectif total de 610 cavaliers, prit part à la bataille d'Essling, où le colonel Lhéritier qui se tenait en première ligne reçut une balle à l'épaule droite et eut son cheval tué sous lui. Six semaines plus tard, à la bataille de Wagram, le 10e cuirassiers fut brièvement engagé et à la fin des combats le régiment n'avait perdu qu'un seul officier blessé. L'unité s'illustra pour la dernière fois de la campagne le 11 juillet, lors de la bataille de Znaïm. Le colonel Lhéritier se distingua une fois de plus par sa bravoure en menant personnellement ses hommes au combat et reçut dans le processus une sévère blessure à la tête. Son comportement tout au long de la campagne de 1809 était tenu en haute estime et le 21 juillet, il fut élevé au grade de général de brigade.

### Général de la Grande Armée
Promu au grade supérieur le 21 juillet 1809, Lhéritier quitta son régiment le jour suivant pour prendre la tête de la 2e brigade de la 3e division de grosse cavalerie. Il avait sous ses ordres deux régiments, les 7e et 8e cuirassiers. Sa brigade n'eut pas le temps de prendre part aux combats puisqu'un armistice avait été signé le 12 juillet à Znaïm en prévision d'un accord de paix entre les deux belligérants. La guerre de la cinquième coalition s'acheva le 14 octobre 1809 et le général Lhéritier fut relevé de son commandement le 1er mai de l'année suivante. Il resta alors sans emploi pendant presque un an jusqu'à ce que, le 26 mars 1811, il fût nommé inspecteur général des dépôts de cavalerie dans les 1re, 15e, 21e et 22e divisions militaires puis inspecteur des dépôts de remonte des 2e, 3e, 4e et 5e divisions le 7 mai. Il retrouva par la suite un commandement opérationnel en devenant, le 7 mai 1812, chef de la 2e brigade de la 3e division de grosse cavalerie aux ordres du général Doumerc. Au cours de la campagne de Russie, la brigade Lhéritier se battit avec distinction lors de la seconde bataille de Polotsk du 18 au 20 octobre 1812, mais à ce moment l'issue de la campagne était déjà décidée et les restes de la ci-devant Grande Armée se replièrent vers l'Allemagne.
Le 15 mars 1813, Lhéritier fut promu général de division et fut affecté le 1er juillet au commandement de la 4e division de cavalerie lourde appartenant au IIIe corps de cavalerie. Ce poste fut éphémère car dès le 8 octobre, il fut chargé de diriger plusieurs brigades rattachées au Ve corps bis de cavalerie sous les ordres du général Milhaud et commanda même temporairement le corps tout entier en l'absence de celui-ci. À l'été 1813, alors que les affrontements se déroulaient en Saxe, Lhéritier se signala par sa conduite émérite lors de la bataille de Gieshübel le 22 août. À partir du 5 octobre, il fut chargé de commander la 5e division de cavalerie lourde, entièrement composée de dragons. La campagne de 1814 allait être disputée sur le sol français et Napoléon réorganisa son armée pour défendre les frontières du territoire national. Pour sa part, le général Lhéritier fut nommé commandant de la 6e division de grosse cavalerie le 5 janvier, puis de la 4e division de dragons à la fin du mois. Il conduisit ses hommes avec talent dans presque toutes les grandes batailles de la campagne, notamment à Brienne, La Rothière et Saint-Dizier.

### D'une Restauration à l'autre: l'intermède des Cent-Jours
À la suite de l'abdication de Napoléon, le général Lhéritier prêta serment d'allégeance aux Bourbons ce qui ne l'empêcha pas d'être placé en demi-solde à compter du 1er juin 1814. Vers la fin de l'année, il fut fait inspecteur général de la cavalerie dans la 16e division militaire et prit officiellement ses fonctions au début de l'année 1815. Lorsque Napoléon rentra d'exil et débarqua en France afin de reprendre le pouvoir, Lhéritier se rallia à sa cause et fut investi dès le 23 avril du commandement de la réserve de cavalerie du IVe corps d'armée. Le 3 juin 1815 il prit finalement la tête de la 11e division de cavalerie, une formation mixte composée de dragons et de cuirassiers. Lhéritier avait pour subordonnés directs les brigadiers Cyrille Simon Picquet, commandant la 1re brigade (2e et 7e dragons) et Marie Adrien François Guiton, commandant la 2e brigade (8e et 11e cuirassiers). Ce dernier n'était autre que son ancien supérieur des campagnes de 1806, 1807 et 1809. La division fut intégrée au IIIe corps de cavalerie de l'armée du Nord sous les ordres du général François Étienne Kellermann,.

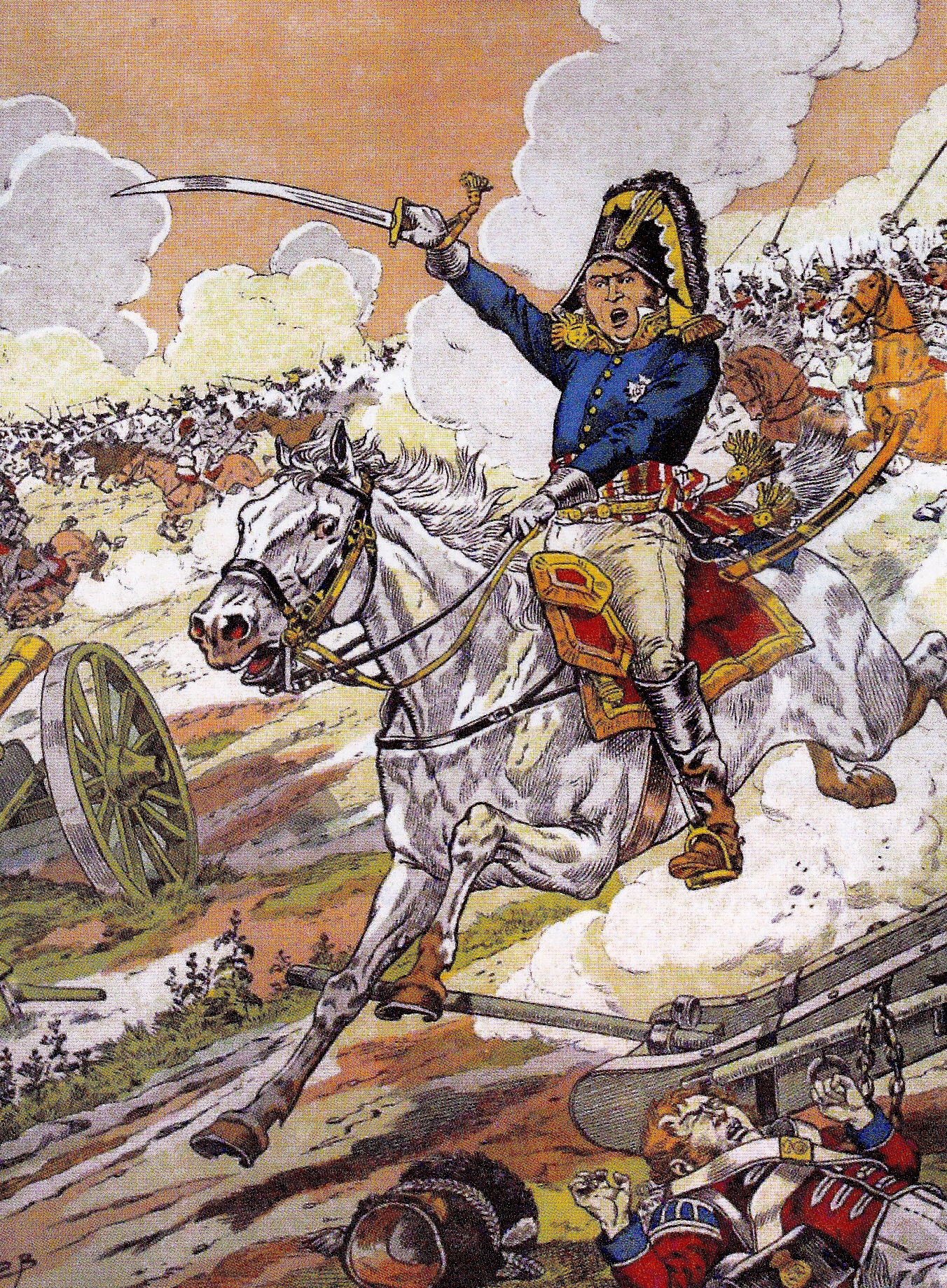
Le général Kellermann charge en tête des cuirassiers lors de la bataille des Quatre Bras, par Job. Lors de cette bataille, les cuirassiers de la brigade Guiton (division Lhéritier) maltraitèrent l'infanterie de Wellington.

Alors que l'armée française prenait l'offensive en Belgique contre les forces de la Septième Coalition, Kellermann, et avec lui la division Lhéritier, furent mis à la disposition du maréchal Ney. Le 16 juin, celui-ci se retrouva confronté aux troupes anglo-hollandaises du duc de Wellington lors de la bataille des Quatre Bras. De la 11e division de cavalerie, seule la brigade de cuirassiers de Guiton était en mesure de prendre part au combat. Constatant que sa situation devenait de plus en plus désespérée, Ney ordonna à Kellermann de lancer sa grosse cavalerie dans une charge frontale contre les lignes adverses. L'attaque fut menée de main de maître et contribua à relâcher la pression sur les troupes françaises malgré la difficulté du terrain et la supériorité numérique des Coalisés. Les cuirassiers tombèrent d'abord sur la brigade Halkett qui fut enfoncée, puis infligèrent le même sort à l'infanterie allemande du duc de Brunswick et parvinrent à atteindre le carrefour des Quatre Bras, de haute valeur stratégique. Toutefois, le maréchal avait négligé de faire suivre Kellermann par le reste de sa cavalerie et cette percée décisive ne put être exploitée. Décimés par le feu à courte portée des fantassins britanniques, les cuirassiers firent demi-tour et se replièrent à l'allure du trot vers les lignes françaises, manœuvre durant laquelle Kellermann eut son cheval tué sous lui et échappa de peu à la capture. Deux jours plus tard, le IIIe corps de cavalerie tout entier se réunit sous les ordres de Kellermann pour participer à la bataille de Waterloo. La division Lhéritier fut engagée vers 17 h 30, alors que la cavalerie française conduite par le maréchal Ney effectuait des charges massives sur le centre allié. Les assauts se succédèrent l'un après l'autre, mais sans soutien d'artillerie ni d'infanterie, de telles attaques de cavalerie étaient vouées à l'échec sur un terrain aussi irrégulier que celui de Waterloo et face à une infanterie qui avait eu le temps nécessaire pour se former en carrés. En dépit de l'héroïsme et de l'abnégation de la cavalerie française — la division Lhéritier perdit à elle seule six officiers tués, trois mortellement atteints et cinquante autres blessés —, la bataille fut perdue. Dans cette journée qui sonna le glas du régime impérial, le général Lhéritier reçut une balle à l'épaule droite.
La défaite de Waterloo entraîna à court terme la seconde abdication de Napoléon et le retour des Bourbons sur le trône de France. Lhéritier fut placé en non-activité le 20 septembre 1815 ; cependant, bien qu'il ne fût plus jamais appelé à exercer des fonctions opérationnelles, le roi lui confia la charge d'inspecteur général de la cavalerie, puis de la gendarmerie. Le général Lhéritier mourut le 23 août 1829 à Conflans-Sainte-Honorine, près de Paris.

## Honneurs et hommages
Nommé chevalier de la Légion d'honneur le 15 juin 1804, Lhéritier devint officier de l'ordre le 14 mai 1807 et commandeur le 24 août 1814. Il fut également fait baron de l'Empire en mai 1808. Son nom figure sur le pilier est de l'arc de triomphe de l'Étoile à Paris.

## Vie personnelle
Il fut marié et père de 6 enfants : 5 fils (dont un mort en bas âge, tandis que les quatre autres firent carrière dans l'armée), ainsi qu'une fille.

## Armoiries
| Figure | Blasonnement |
|        | Armorial des barons de l'Empire (décret du 17 mars 1808, lettres patentes du mai 1808). D'argent à la cuirasse de sable chargée de trois H d'or ; au franc-quartier des barons militaires. |